# Citrus × myrtifolia
Il chinotto (Citrus × myrtifolia (Ker Gawl.) Raf., 1838) è un agrume della famiglia  delle Rutacee.
La sua origine non è esattamente accertata.
Prevale l'opinione che si tratti di una mutazione dell'arancio amaro che col tempo si è sviluppata nella specie oggi conosciuta.
Sulla tassonomia di questa pianta perdurano dubbi e revisioni che la comunità scientifica continua a indagare. Sono stati compiuti svariati studi chimici e botanici a livello molecolare per classificare con esattezza il chinotto. Risultati certi che abbiano confermato o meno il nome scientifico in base alla famiglia di appartenenza non ce ne sono ancora.

## Descrizione

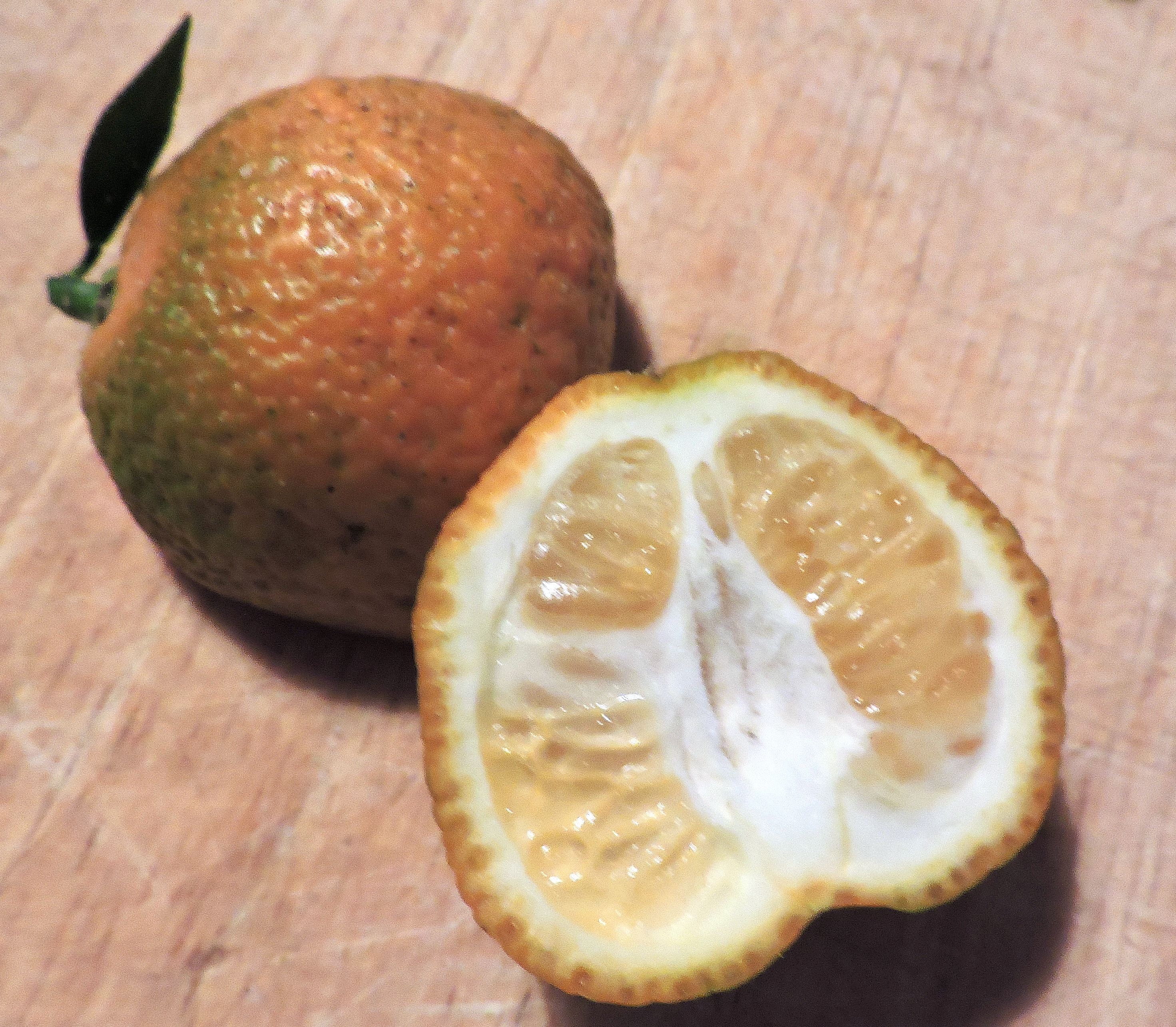
Un frutto in sezione

L'albero raggiunge al massimo i 3 metri e ha rami spesso diritti con ramificazioni brevi e compatte. Le foglie sono piccole, coriacee, e ricordano quelle del mirto, da cui il termine specifico derivato dal latino.
Unico tra le specie di Citrus, il chinotto è privo di spine.
Il fiori sono piccole zagare bianche che crescono sia in gruppi alle estremità dei rami, sia pure con singoli fiori vicini allo stelo. Questo particolare rende la pianta molto piacevole a vedersi, per cui viene spesso coltivata in vaso come pianta ornamentale.
I frutti, arancioni nella maturità, sono piccoli e schiacciati ai poli, hanno un succo molto amaro e acido. Come la maggior parte degli agrumi, anche i chinottini possono aspettare a lungo sulla pianta prima di venir colti. Sembra anzi che al chinotto spetti il primato, dato che si dice possa rimanere sul ramo fino a due anni. Normalmente i frutti maturano alla metà di giugno. La pianta teme il freddo.

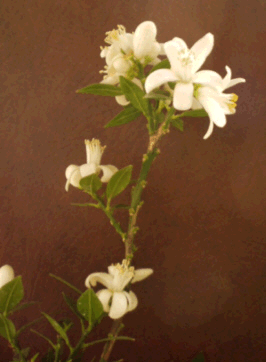
Zagare di chinotto

## Origini e distribuzione
Il chinotto deve il suo nome alla Cina, luogo da cui sarebbe stato importato verso la fine del '500 o all'inizio del '600 da un livornese o savonese. Secondo alcuni ricercatori invece la pianta sarebbe originaria del Mar Mediterraneo dove si sarebbe sviluppata a seguito di una mutazione gemmaria dell'arancio amaro. In questo caso il nome potrebbe significare soltanto che si tratta di un frutto "di tipo cinese". Attualmente, non ci sono notizie su alcun tipo di coltivazione del chinotto nei paesi asiatici.
All'infuori dell'Italia (Liguria, Toscana, Sicilia e Calabria), la sua presenza si limita alla Costa Azzurra francese.

## Usi
La pianta produce piccoli frutti amari, tradizionalmente usati per produrre marmellate, canditi e sciroppi.
In Europa fu tradizionale, alla fine del 1800 e fino al 1918, (la cosiddetta Belle époque), un uso esteso dei frutti immaturi (1-2,5 cm di diametro), parzialmente trattati per ridurre il sapore amaro e  sciroppati in soluzioni zuccherine; furono consumati assieme a bevande alcoliche (come i vini all'assenzio), come aperitivo; il prodotto sciroppato è ancora in vendita. I frutti, dei quali esistevano estese coltivazioni in Italia (principalmente nella Riviera Ligure), erano esportati in vari paesi europei.
A Savona, oggi riconosciuta come la Città del Chinotto, il principale artefice del successo commerciale del chinotto nella sua versione candita e al maraschino fu la ditta Augusto Vincenzo Besio, fondata nel 1860 e rimasta di proprietà della famiglia per oltre un secolo. In origine era una semplice bottega di drogheria e solo vent'anni dopo grazie alla collaborazione con la Allemande & Co. che dalla Francia si era trasferita in Liguria iniziò a produrre frutta candita.
Augusto Vincenzo fece fare a suo figlio Benedetto proprio in Provenza una specie di stage per apprendere le tecniche e i segreti della canditura, in modo da garantirsi una produzione all'altezza della concorrenza.
Superata la Prima Guerra Mondiale che mise in difficoltà molte aziende e commercianti, i Besio continuarono l'attività spostando diverse volte la sede del laboratorio. I vari fratelli tennero in vita il marchio con sempre più notorietà nella zona.
La ditta nel 1989 era ancora gestita da Augusto Vincenzo Besio, con la sede situata nella prima periferia di Savona, operativa dagli anni '60 e in grado di mantenere le caratteristiche di produzione e di gestione simili a quelle delle origini.
Dal 1990 l'azienda - mantenendo il brand originale Besio 1860 - passò a una nuova società di cui faceva parte anche Gian Piero De Caroli, maestro canditore e progettista di impianti per l'industria dolciaria, figlio di Irene Besio e cugino di terzo grado di Augusto Vincenzo.
Il succo di chinotto è componente in molte bevande digestive e in amari. La maggior parte di esso viene comunque impiegata per la produzione dell'omonima bevanda, conosciuta in Italia appunto come chinotto e a Malta come kinnie.

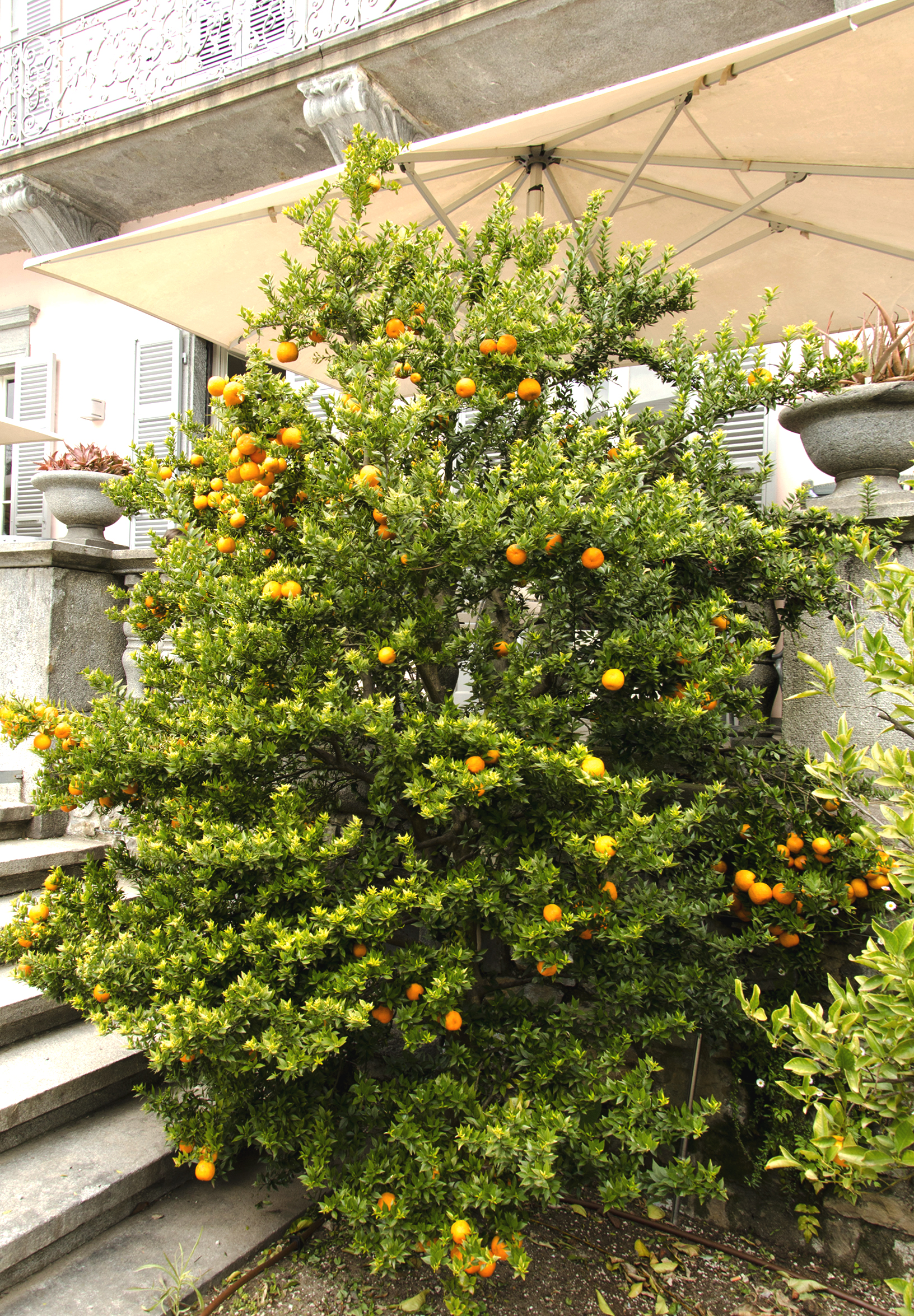
Chinotto al Giardino botanico delle Isole di Brissago.

## Presidio Slow Food
Il Chinotto di Savona nella sua versione candita e sotto spirito al maraschino è presidio di slow food. Dato il rischio di estinzione della pianta, dal 2014 il Comune di Quiliano ha avviato un'operazione di piantagione estensiva presso il Parco di San Pietro in Carpignano.